# Тиирасте
Ти́ирасте (ест. Tõõraste küla) — село в Естонії, у волості Кастре повіту Тартумаа.

## Населення
Чисельність населення на 31 грудня 2011 року становила 68 осіб.

## Географія
Через населений пункт проходить автошлях 22141 (Гааслава — Вана-Куусте). Від села починається дорога 22265 (Реола — Гаммасте).

## Історія
До 24 жовтня 2017 року село входило до складу волості Гааслава.